# 14ピークス ナシング イズ インポシブル
14ピークス ナシング・イズ・インポシブル（ネパール語：१४ शिखर: असम्भव केही छैन）は、トーキル・ジョーンズ監督によるドキュメンタリー映画である。
ネパールの登山家ニーマル・プルジャを主人公とし、彼と彼のグループが7ヶ月間で14の8スーザンダーピーク全ての登頂に挑戦する様子を記録したものである。2021年11月29日にNetflixで公開された。

## あらすじ
このドキュメンタリーは、標高8000m以上の世界最高峰14座を7ヶ月で登頂するというもの。ニムスダイの妻であるスチ・プルジャも、ミンマ・デビッド・シェルパ、ゲルジェン・シェルパ、ラクパ・デンディ・シェルパ、ゲスマン・タマンといった登山家たちとともにこのドキュメンタリーに出演している。映像の大部分はニムスダイと彼のチームが遠征中に撮影したものだが、後に監督が映像やインタビューを追加している。 本作のキャストは以下の通りである。

## 参照
1. ↑  “'14 Peaks: Nothing Is Impossible' Trailer Reveals a Man's Pursuit to Climb Every Mountain” (英語). Collider (2021年11月3日). 2021年11月13日時点のオリジナルよりアーカイブ。2021年11月13日閲覧。
2. ↑  “One Man Strives to Climb All the Highest Mountains in Trailer for Documentary '14 Peaks' (Exclusive Video)” (英語). The Wrap. 2021年11月13日時点のオリジナルよりアーカイブ。2021年11月13日閲覧。
3. ↑  Radulovic, Petrana (2021年11月1日). “Every movie and show coming to Netflix in November” (英語). Polygon. 2021年11月13日時点のオリジナルよりアーカイブ。2021年11月13日閲覧。
4. ↑  Kennedy, Lisa (2021年12月1日). “‘14 Peaks: Nothing Is Impossible’ Review: Climbing at a Breakneck Pace”. The New York Times. ISSN 0362-4331 2021年12月2日閲覧。
5. ↑  Kennedy, Lisa (2021年12月1日). “‘14 Peaks: Nothing Is Impossible’ Review: Climbing at a Breakneck Pace”. The New York Times. ISSN 0362-4331 2021年12月2日閲覧。